# دول الخط الأمامي

كانت دول الخط الأمامي أو دول المواجهة ائتلافًا فضفاضًا من الدول الأفريقية من الستينيات إلى أوائل التسعينيات الملتزمة بإنهاء الفصل العنصري وحكم الأقليات البيضاء في جنوب إفريقيا وروديسيا. شمل الائتلاف أنغولا وبوتسوانا وموزمبيق وتنزانيا وزامبيا وزيمبابوي. حُلّ الائتلاف بعد أن أصبح نيلسون مانديلا رئيسًا لجنوب إفريقيا في عام 1994.
في أبريل 1975، تم الاعتراف رسميًا بدول الخط الأمامي- التي كانت تتكون آنذاك من بوتسوانا وتنزانيا وزامبيا - ككيان لجنة تابعة لجمعية رؤساء دول منظمة الوحدة الأفريقية. وانضمت إليهم أنغولا (1975) وموزمبيق (1975) وزيمبابوي (1980) عندما نالت تلك البلدان استقلالها. كان الرئيس التنزاني جوليوس نيريري رئيسًا حتى تقاعده في عام 1985. خلفه الرئيس الزامبي كينيث كاوندا. اجتمعت البلدان بانتظام لتنسيق سياساتها.
كانت مهمتهم معقدة بسبب حقيقة أن اقتصادات جميع بلدان الائتلاف تقريبًا كانت تعتمد على جنوب إفريقيا، وكان العديد من مواطنيها يعملون هناك. ومع ذلك، دعم الائتلاف وقدم الحماية للجماعات المعارضة للحكم الأبيض، ليس فقط في جنوب إفريقيا (المؤتمر الوطني الأفريقي)، ولكن أيضًا في ناميبيا (سوابو)، التي كانت تسيطر عليها جنوب إفريقيا. قدمت هذه الدول حق اللجوء للنشطاء السياسيين في جنوب إفريقيا في المنفى وسمحت للمؤتمر الوطني الأفريقي والكونغرس الأفريقيين بإقامة مقرات داخل حدودهم. تم إعلان حزب المؤتمر الوطني الأفريقي كممثل رسمي لشعب جنوب إفريقيا من قبل الأمم المتحدة ومنظمة الوحدة الأفريقية بينما كان مقره الرئيسي في لوساكا. سافر الآلاف من شباب جنوب إفريقيا إلى هذه الولايات لتلقي التدريب على حرب العصايات. عانت دول الخط الأمامي كثيرًا بسبب معارضتها وأصبحت هدفًا لسياسة جنوب إفريقيا لزعزعة الاستقرار الإقليمي؛ شنت جنوب أفريقيا توغلات عسكرية في بوتسوانا وزامبيا وزيمبابوي وموزمبيق ودعمت الجماعات المتمردة التي تسعى للإطاحة بالأنظمة في أنغولا (يونيتا) وموزمبيق (رينامو).
وصلت العلاقات الأمريكية مع دول المواجهة إلى ذروتها خلال حملة حقوق الإنسان لإدارة كارتر. تحت قيادة مساعد وزير الخارجية في إدارة ريغان للشؤون الأفريقية تشيستر كروكر، انخرطت دول المواجهة دبلوماسياً للتوصل إلى اتفاقيات سلام تاريخية بين جنوب إفريقيا وموزمبيق وأنغولا (بروتوكول لوساكا) وناميبيا (اتفاقيات نيويورك).

## استخدامات أخرى
يُستخدم مصطلح «دول الخط الأمامي» أيضًا للإشارة إلى البلدان المتاخمة لأي منطقة أزمة في العالم.